# Мечи кускус
Мечият кускус (Ailurops ursinus) е вид бозайник от семейство Phalangeridae. Видът е световно застрашен, със статут Уязвим.

## Разпространение и местообитание
Разпространен е в Индонезия.